# Migueláñez
Migueláñez ist ein Ort und eine Gemeinde (municipio) mit 138 Einwohnern (Stand: 2024) in der zentralspanischen Provinz Segovia in der Autonomen Region Kastilien-León. 

## Lage und Klima
Migueláñez liegt in der kastilischen Meseta in ca. 885 m Höhe ungefähr 28 Kilometer (Fahrtstrecke) nordwestlich der Provinzhauptstadt Segovia. Das Klima ist gemäßigt bis warm; Regen (594 mm/Jahr) fällt mit Ausnahme der trockenen Sommermonate übers Jahr verteilt.

## Bevölkerungsentwicklung
| Jahr      | 1970 | 1981 | 1991 | 2001 | 2011 | 2021 |
| Einwohner | 330  | 222  | 202  | 175  | 167  | 129  |

## Sehenswürdigkeiten
- Kirche Mariä Himmelfahrt
- Christuskapelle

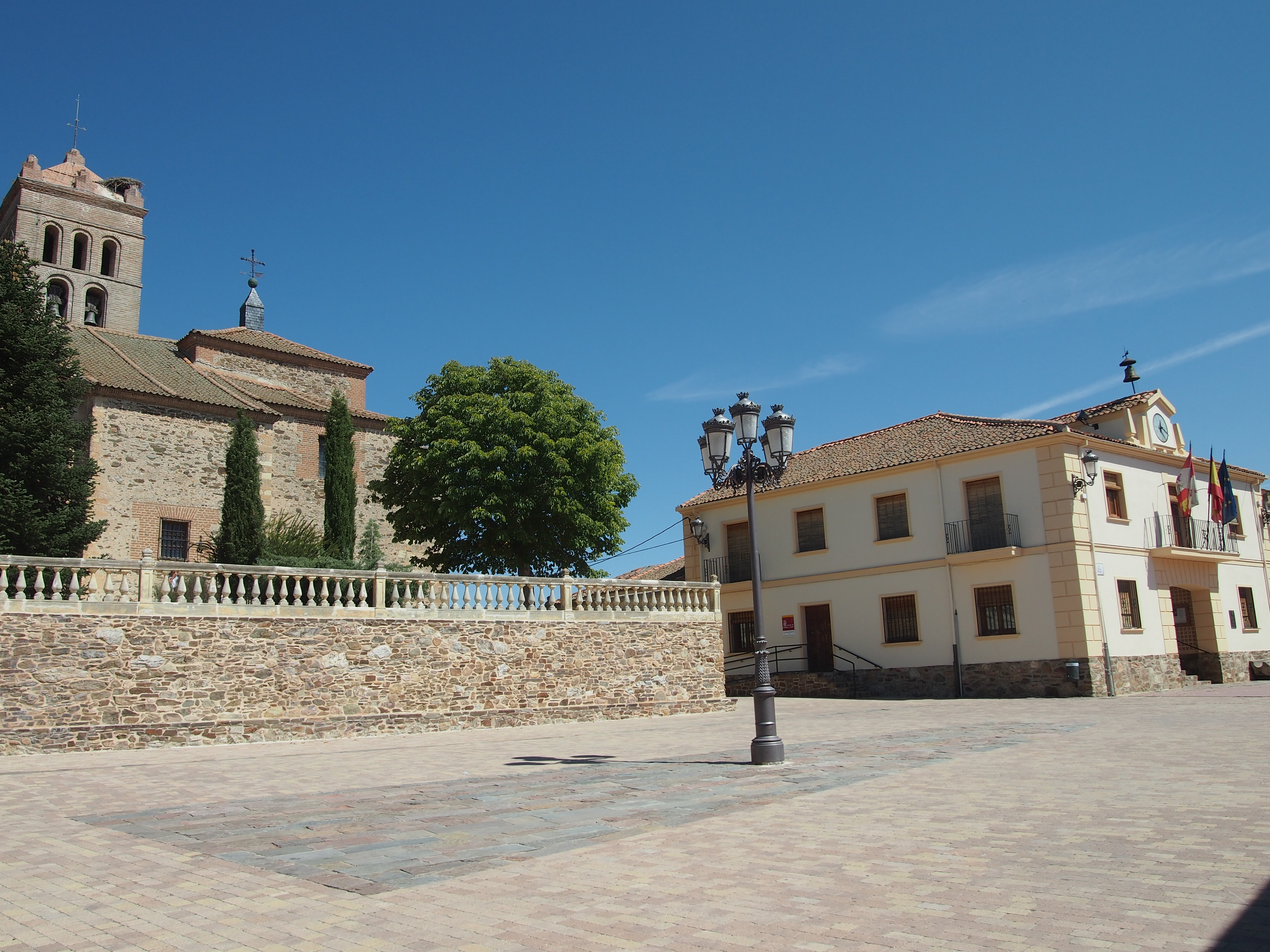
Großer Platz mit der Kirche Mariä Himmelfahrt und dem Rathaus
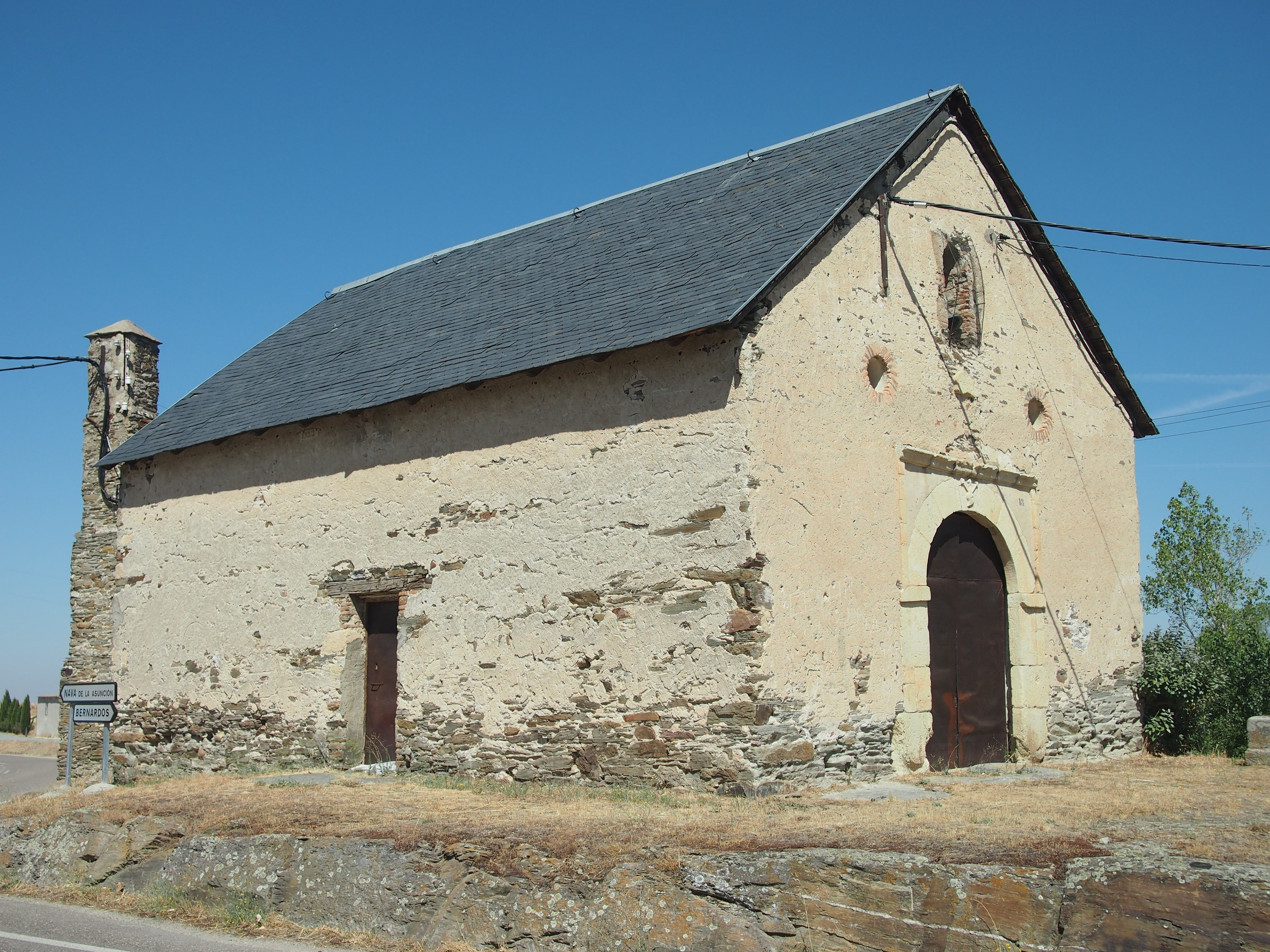
Christuskapelle